# Auzances
Auzances là một xã thuộc tỉnh Creuse trong vùng Nouvelle-Aquitaine miền trung nước Pháp.

## Dân số
| Năm | 1962 | 1968 | 1975 | 1982 | 1990 | 1999 | 2005 |
| --- | ---- | ---- | ---- | ---- | ---- | ---- | ---- |
| Dân số | 1524 | 1566 | 1665 | 1732 | 1536 | 1371 | 1465 |
| From the year 1962 on: No double counting—residents of multiple communes (e.g. students and military personnel) are counted only once. |      |      |      |      |      |      |      |

## Twin towns
- Roßtal, Đức
- Sainte-Cécile-les-Vignes, France